# تجمعات محافظة الرقة السكانية
محافظة الرقة المحافظة السورية الحادية عشرة من حيث عدد السكان بتعداد قدره (966,000) نسمة يشكلون ما نسبته 4.1% من إجمالي تعداد سكان سوريا ، 
تعد مدينة الرقة أكبر تجمّع سكانيّ في المحافظة بتعداد قدره (220,488) نسمة، تليها مدن: الطبقة بتعداد قدره (69,425) نسمة والمنصورة بتعداد قدره (16,158) نسمة وتل أبيض بتعداد قدره (14,825) نسمة والسبخة بتعداد قدره (11,567) نسمة 
، بلغ تعداد التجمّعات السكانيّة في محافظة الرقة العام 2004 أكثر من 420 تجمّع سكنيّ ما بين مدينة وبلدة وبلديّة وحي وقرية ومزرعة.

## تجمعات محافظة الرقة السكانية

### منطقة الرقة
- ناحية مركز الرقة: العبارة، العبارة أبو كبرة، أبو رجب، أبو سوسة، العدنانية، الأندلس (الرقة)، الرقة، الأسدية، العطشانة، الأعيوج، بعراني، سويدية كبيرة، بئر الهشم، بئر سعيد، الخيالة الشرقية، الفارعة، الفتيح، الغوطة، الحدباء، حاوي الهوى، حزيمة، حطين، حفيرة الصقور، حلو عبد، حتاش، حويجة فرج، الجلاء، الكالطة، كردوس، الخاتونية، كديران، الخيالة، كسرة شيخ الجمعة، لقطة، سويدية صغيرة، مرج أبو شارب، المشرفة، ميسلون، معيزيلة، القحطانية، ربيعة، رقة سمرة، الرحمانية، الرشيد، الرحيات، رويان، صفيان، السحل، الشامية، سكرية تل السمن، تل السمن دحام، طالعة الأنصار، طاوي رمان، ثلث خنيز، تشرين، الطويلعة، أم الحوية، خنيز فوقاني، كبش غربي، السلحبية غربية، الوديان، الوحدة، يعرب، اليمامة، اليرموك، يثرب، الزاهرة، 16 تشرين، الأنصار، الثامرية، الحمزة، الحميدان، الدحلان، الدرة، الدروبية، الدهموش، السلحبية شرقية، الصديق، الفيحاء، المظلة، بئر الجربوع، جهينة، خربة اللحم، خنيز الغانم، رطلة، شنينة، كبش وسطي، كسرة عفنان، مرندية غربية، واسطة الرفدي.
- ناحية السبخة: العكيرشي، بئر السبخاوي، الدلحة، غرناطة، حويجة شنان، الجبلي، المسرة، العجيل، الرابية، الردة، الرحبي، السبخة، صفيان (كسرة محمد آغا)، شمرة، الحصيوة، السبيعات، دكوكة، رجوم عكدان.
- ناحية الكرامة: أبو توتة، العالية، بدر، البلدية، البيدر (فاطسة بيرم)، الإسماعيلية (فاطسة عبد الإسماعيل)، الغسانية، الهالة (خس هبال)، الهامة، حمرة بلاسم، جديدة كحيط، جديدة خابور، الكرامة، لكسون، مسعدة، مطب البوراشد، مضر، الناصرة، عوجة بتير، القادسية، القادسية الكجلة، السامرة (عويجة حمد العساف)، الشاهر، اليعربية (خس عجيل)، المنامة، بويطية، بئر عظمان، حرية، شويحان طريفاوي، متمصي.
- ناحية معدان: العطشانة، مغلة كبيرة، الدعمة، الحمدانية، الحردان، الجابر، الخميسية، مغلة صغيرة، معدان، النميصة، السويدة، 6 تشرين، النزازة، النعمات.

### منطقة تل أبيض
- ناحية مركز تل أبيض: عبادي، عباطين، أبو حية، عمورية، البديع، بنات علي، يمامة كبيرة، بئر عرب، بئر عاشق، بريغي، العلة، فرجة، حويجة عبدي، جميلية، جنداوي، خابورة، خربة الفرس، خربة الرز، الكنانة، قرنفل تحتاني، مشرفة الشيخ، المستديرة، القيصرية، رجم حلاوة، رأس كبير، ريحانة (صونة)، سعيدة، سراجية، سوسك، صهريجة، شعلة منكلي، شريعان، سكرية، تل أخضر، تل الكبير، تل فندر، تل أبيض، تل أحمر فوقاني، الديك غربي، قصاص غربي، زنبقة غربي، يابسة، الزرزوري، 8 آذار، الواحة، بوز الطير، شمالية، شميطة، قصاص شرقي، قمحة، مستريحة غربية.
- ناحية سلوك: أبو حيا، أبو حية الهوز، العكل، عالية، المالكية، عربيد، أصيلم (البراشمة)، العطشانة، عايشة، باب الخير، بديع، الخويرة الكبيرة، بئر عاصي، بئر الخفاجي، بئر المعاجلة، بئر محمد الخضر، بئر صفعك، بطيمان، البويدر، ددو، الدهليز، الدخيلانية، السرب الشرقية، غزلان، غويلان، هكشة، حواسي، الهبة، هطيل الحمر، عيوة، كطار، الخاتون، الخنساء، خاتونية، خربة الناقة، خربة جريدي، خنيفيس، الخويتلة، الكيصوم، الخويرة الصغيرة، الماكف، المالح، المنارة، القنيطرة، رجم عنوة، رغيلان، شكيل، الشلخي، شمندور، صوفان، سلوك، تل حمام، طويل الشويخ، الثديين، ذيبان، الطيبة، أم الحيايا، أم حرمل، الزيدي، الزعزوع، الأرتوازية، الدخرات القصير، الدواحير، الديجلية، الراوي، السحل الناصرية، الفراج، الفيضلية، أبو زلة، أم الروس (الناصرية)، أم صخرة، أم صيدة، بير الشيخ، بئر جهيم، رجم بنت نويران، هود.
- ناحية عين عيسى: أبو خرزة، أبو مسناتين، أبو نيتولة، الأمين، عريضة أبو جرادة، عريضة عجيل، بئر عيسى، بئر خات، عين عيسى، فرحانية، الفاطسة، هنانو، الحجازية، هيشة، الجهجاة، كفيفة، خربة البيضاء، خربة هدلا، لقطة، جرن الأسود تحتاني، مدلج، مغار، مشرفة الهزاع، ميسلون، المهرة، مريران، الناصرية، سبع جفار، صخرة عبد الشيخ، السرامدة، الشركراك، أمية، الوردية، واسطة الهيجان، الزنباق، الدوحة، الشبل، الشيخ حسن، الطربيخ، المأمون، المخلط، أم جرن، جليب عليان، حوائج صغير، حويجة العران، خفية الفرحان، زيارة الشيخ حسن، صران، مليحان.

### منطقة الطبقة
- ناحية مركز الطبقة: الطبقة.
- ناحية المنصورة: أبو هريرة، أبو كبيع غربي، بئر أبو كبرى، بئر إنباج، بئر هدلة، بئر خطاب، دبسي عفنان، دبسي فرج، غزالة شرقية، الزملة الشرقية، العميرات، فخيخة، الغماميز، الهورة، جعيدين، الكرادي، الكرين، مدحير، المنصورة، مشرفة الصعب، المطلة، المزرعة رالمزرعة، معيزيلة، المنصورة، رمثان، السالمية، الصفصافة، شعيب الذكر، التويم، البورجب، الخزناوي، السلام، الفجر، الكحيط، الكدور، المشيرفة المنصورة، الوادي، بئر الجلات، بئر السدران، بئر سعيد العلو، جب الغولي، حريبة كيار، خويمان، رجم الغزال، عطشان الرصافة، غزالة غربية، المنصورة، معيزيلة جنوبية.
- ناحية الجرنية: أبو صخرة، أبو الشامات (أبو الكالات)، العجاجية، بادية الشوعة، بئر العطشانة، بئر الخزام، بئر حاج خليف، بئر شلال، بصراوي،  ضحوة، دخان، جعبر شرقي، فلاح ربو، الحمرة، حزوم، الحرية، حويجة حلاوة، جعيبر، الجرنية، الكنو، الكروان، خاتونية، المحمودلي، مجيبنة العمياء، الجرنية، المويلح، النفيلة، رجم الحمام، الرملة، الصفرة، سنجار، شهيد الله، شمس الدين، تل عثمان، طاوي، الظاهرية، ثلاث خراب، الواسطة، جعبر غربي، زريجية شمس الدين، الباهتة، الرحراحة، السخني، الطركة، المزيونة، شبهر.

## وصلات خارجية
- وزارة الإدارة المحليّة السوريّة
- المركز الإحصائي السوري